# Apanteles punctatissimus
Apanteles punctatissimus är en stekelart som beskrevs av Granger 1949. Apanteles punctatissimus ingår i släktet Apanteles och familjen bracksteklar. Inga underarter finns listade i Catalogue of Life.